# Father and the Boys
Father and the Boys er en amerikansk stumfilm fra 1915 af Joe De Grasse.

## Medvirkende
- Digby Bell som Lemuel Morewood.
- Louise Lovely som Bessie Brayton.
- Harry Ham som William Rufus Morewood.
- Colin Chase som Thomas Jefferson Morewood.
- Yona Landowska som Emily Donelson.